# Ludwig Tessnow
Ludwig Tessnow (15. února 1872 – 1939 Groß Piasnitz) byl německý sériový vrah, který zabil nejméně 4 děti. Jeho případ se zapsal do kriminální historie v důsledku první vědecké zprávy o určení původu krve.

## Vraždy

### Dvojnásobná vražda poblíž Lechtingenu
Ráno, dne 9. září 1898, odešla do školy dvě sedmiletá děvčata z domu poblíž Lechtingenu, severně od Osnabrücku (nyní část obce Wallenhorst). Jejich svlečená, rozřezaná a vykuchaná těla byla nalezena v poledne v lese, poblíž cesty do školy. Policie zatkla truhláře Tessnowa, který byl v oblasti, a na jeho obleku scházel knoflík, jenž policie našla na místě činu. Tessnow tento čin tvrdošíjně zapíral, přestože na jeho oblečení byly patrné skvrny, o nichž však tvrdil, že jsou od mořidla, nikoli od krve. Protože podle dobové doktríny mohl spáchat podobný čin pouze „šílenec", avšak Tessnow nejevil žádné známky duševní choroby, byl nakonec propuštěn pro nedostatek důkazů z vazby.

### Dvojnásobná vražda v Göhrenu
Večer 1. července 1901 zmizeli dva chlapci ve věku 5 a 7 let, jejichž otcem byl převozník Graweert v pobaltském letovisku Göhren na Rujáně. Po celonočním pátrání byla jejich těla nalezena ráno 2. července. Byli zmrzačeni stejně krutým způsobem jako dvě děti v Lechtingenu před několika lety. Lebka mladšího chlapce byla rozbitá, jeho krk byl odříznut až k páteři a jeho trup byl otevřen řeznou ranou přes celé břicho, kusy střev visely z těla oběti ven a srdce chybělo úplně. Lebka staršího chlapce byla proražená. Tělo bylo uprostřed rozťato vedví, pánevní úsek s nohama byl nalezen až později.

## Zatčení
Protože obchodník s ovocem viděl, jak Tessnow, který žil v sousedním Baabe, mluvil v den vraždy s oběma chlapci, rychle na něj padlo podezření a byl zatčen ještě večer 2. července. Jeho oblečení bylo potřísněno četnými skvrnami, které opět vysvětlil mořidlem. Během vyšetřovací vazby se prověřoval jeho podíl na vraždách z Lechtingenu, což jenom posílilo podezření vyšetřovatelů. Během vyšetřování vyšel najevo další incident. O dva týdny dříve bylo na pastvině ubito a rozřezáno několik ovcí. Zemědělec viděl z dálky běžícího pachatele, ve kterém poznal Tessnowa, což potvrdil při identifikaci.
Vyšetřující soudce pověřil Paula Uhlenhutha, jenž byl od roku 1899 asistentem v Hygienickém institutu na univerzitě v Greifswaldu, aby přezkoumal šaty obviněného. Krátce předtím byl Uhlenhuth prvním člověkem, který vyvinul metodu, jež umožňovala detekci lidské a zvířecí krve, tzv. test precipitinu krve. Na svátečních šatech obviněného našel četné krvavé skvrny a dokázal je rozlišit na lidskou a jehněčí krev. Skvrny na kameni z místa činu, který byl považován za možnou vražednou zbraň, se také ukázaly jako krev.

## Rozsudek
Na jaře 1902 byl Tessnow postaven před soud v Greifswaldu, ve kterém byla prezentována Uhlenhuthova zpráva, která pachatele usvědčila. Obžalovaný byl shledán vinným a odsouzen k trestu smrti. Během oznámení data popravy Tessnow utrpěl pravděpodobně fingovaný epileptický záchvat, který vedl k psychiatrickému vyšetření odsouzeného. Navzdory tomu, že jej čtyři psychiatři označili za nepříčetného, byl Tessnow znovu odsouzen; rozsudek potvrdilo i odvolací slyšení na Reichsgericht v Lipsku 14. března 1904.
Ve stejném roce měl být Tessnow údajně sťat na dvoře ve vězení Greifswald. Jeho obhájce však tvrdil, že trest byl nakonec zmírněn na doživotní odnětí svobody. V roce 2016 se při zkoumání spisů Státní léčebné instituce Stralsund odhalilo, že Tessnow byl převezen na psychiatrickou kliniku, kde byl až do roku 1939 umístěn v oddělené části léčebny. Později byl klasifikován jako „nevyléčitelný“ a převezen do Neustadtu v Západním Prusku, kde byl během nacistického programu eutanazie při masakru v Piaśnici popraven střelou do týla.
Po tomto případu byla od 8. září 1903 Uhlenhuthova metoda oficiálně zavedena v Prusku jako soudní důkazní proces. Test byl později rozšířen o další tělová séra, jako je sperma nebo sliny.

## Tessnowovy vraždy v umění
V roce 1989 zařadil český režisér Antonín Moskalyk tento případ do své série Dobrodružství kriminalistiky, jako v pořadí šestou epizodu s názvem Krev, kde se však Lechtingen změnil na Linec a Göhren za Český Krumlov.